# Altre voci, altre stanze
Altre voci, altre stanze è il romanzo di debutto di Truman Capote. Fu pubblicato nel gennaio del 1948 e diede all'autore, già assai conosciuto, immediato successo. Il romanzo si iscrive nel genere "southern gothic" ma è anche un Bildungsroman ed è caratterizzato da un'atmosfera di isolamento e decadenza. Ha tratti autobiografici.
Fu pubblicato da Random House. In quarta di copertina apparve una foto dell'autore in posa vagamente (ma dichiaratamente) sensuale. Il celebre scatto di Harold Halma impressionò Andy Warhol (che successivamente dedicherà a Capote un ritratto e sarà suo amico).
Il romanzo debuttò al nono posto della New York Times Best Seller list, dove rimase per nove settimane.

## Trama
Al giovane Joel Harrison Knox, dai bei lineamenti e di "dolcezza femminea", muore la madre ed egli va a vivere con una parente, la zia Ellen, a New Orleans, nei pressi del Lago Pontchartrain. Ellen riceve una lettera dal padre di Joel, Ed Sansom, che ha abbandonato la moglie quando Joel era molto piccolo. Nella lettera, Sansom chiede a Ellen di inviargli Joel perché egli possa fare il suo dovere di padre. Ellen risponde accettando la proposta. Joel viaggia fino a Paradise Chapel, dove viene raccolto da un conducente della Turpentine Company, Sam Radclif, che lo accompagna a Noon City, nei pressi della quale abita Ed Sansom. La residenza del padre, fuori città, è chiamata Skully's Landing e, secondo quanto affermato dal padre nelle lettere spedite a Ellen, egli vi vive con la nuova signora Sansom.
Da Radclif Joel viene a sapere che insieme al padre e alla nuova moglie, a Skully's Landing vivono "una coppia di negri" e un cugino mai menzionato nelle lettere.
A Noon City Joel arriva di sabato sera e si ritrova nell'agitazione di una cittadina caotica e dominata da personaggi bislacchi. In particolare, fa la conoscenza della discola Idabel Thompkins, una ragazzina mascolina e indisciplinata dai capelli rossi. In un locale, il Princely Place, viene a sapere che un tale Jesus Fever può portarlo a Skully's Landing. Un ragazzo di colore, Romeo, lo accompagna da Jesus Fever, un "pigmeo", uno "gnomo negro". Quando è ormai notte il carro trainato dal mulo John Brown e condotto da Jesus Fever parte per Skully's Landing, seguendo una strada di campagna. Sulla via incontrano Idabel e la sorella di questa, Florabel. Se la prima appare mascolina e selvaggia, la sorella gemella è invece altera, compita e leziosa. Florabel invita Joel alla sua magione, che si trova poco distante da Landing.
Giunti a Landing Joel incontra innanzitutto Amy, la nuova moglie di suo padre. Piomba velocemente in un sonno profondo e si risveglia dopo mezzogiorno. L'indomani Amy è evasiva a proposito di suo padre e Joel non riesce a incontrarlo. Incontra "Missouri", cioè Zoo Fever, la nipote di Jesus, che serve dagli Skully e che anni prima ha ricevuto una brutta ferita al collo da un bruto, Keg Brown. Giocando in giardino Joel vede affacciata alla finestra, dietro ai vetri, una "strana signora" con una imponente parrucca di capelli bianchi, che gli sorride. Il cugino Randolph, quello di cui gli aveva parlato Radclif, sostiene che si tratti di una visione prodotta dal caldo torrido, ma dice anche che è una persona che egli conosce bene ed un fantasma.
Passa il tempo e Joel inizia a manifestare una certa insofferenza verso la sua nuova sistemazione. A parte l'amicizia di Zoo si sente solo, non ama Amy e il rapporto con Randolph è controverso. Scrive a Ellen, perché lo riprenda con sé, e ad un amico. Nei pressi della cassetta delle lettere incontra Zoo con Little Sunshine, un eremita di colore che vive nei pressi di Skully's Landing: Little Sunshine sta discutendo con Zoo della creazione di un amuleto che serve alla donna. L'eremita poi segue Joel e i due tengono una conversazione, in cui l'eremita finisce per promettere un amuleto anche per lui. Gli rivela anche di vivere in solitudine in quello che era stato il Cloud Hotel, un tempo luogo fastoso, poi abbandonato dalla padrona, Jimmy Bob Cloud, una parente degli Skully, dopo una serie di morti misteriose, che finiscono per dare al lago su cui l'hotel è costruito una cattiva fama e il nome di Stagno degli Annegati. Distrutta dalla crisi del suo albergo, la signora Cloud si era data alle fiamme a St. Louis. Little Sunshine, che lavorava all'albergo, ha deciso di restarvi a vivere, perché quando lo ha lasciato "altre voci, altre stanze" si sono affacciate alla sua fantasia. Dopo una visita alle sorelle Thompkins, Joel ritorna alla cassetta delle lettere, ma le sue missive sono scomparse: in compenso, la cassetta è piena di lettere. Sono tutte in buste color verde acqua, la stessa usata da suo padre per discutere con Ellen del trasferimento del ragazzo, e sono tutte indirizzate fermo posta a tale Pepe Alvarez nelle più svariate località.
Finalmente Joel riesce ad incontrare il padre. È gravemente malato ed immobilizzato al suo letto, capace solo di lasciar cadere delle palle da tennis rosse per attirare l'attenzione. La sua sposa, Amy, e il cugino Randolph lo assistono. Joel inizia ad occuparsi del padre, leggendogli di tutto, senza che l'espressione del padre dia a intendere che egli capisca. Joel ha anche occasione di una passeggiata nei boschi con Idabel, per la quale inizia a sentire un intenso legame.
Randolph, che ha velleità artistiche ed è capace di imitare con talento le opere d'arte altrui (senza però riuscire a produrne di proprie), decide di fare un ritratto a Joel. Per la prima volta nella stanza di Randolph, Joel nota che è piena "come un museo" di oggetti. In una foto che ritrae tre uomini e una donna Joel riconosce Randolph e qualcuno che somiglia a suo padre, mentre il terzo uomo, di carnagione scura, con un cappello di paglia ed un bastone, appare robusto e stringe le spalle della ragazza, che lo guarda "con un'aria di assoluta ammirazione". Randolph inizia a raccontare la storia di quelle quattro persone: sono lo stesso Randolph, il padre di Joel, che ai tempi era procuratore di pugili, Pepe Alvarez, pugile, e Dolores. Randolph racconta di essere stato innamorato di Dolores e di averla conosciuta a Madrid. I due hanno convissuto in diversi luoghi, a Parigi, poi a Cuba. A un certo punto, Randolph scopre sotto il materasso il "libro dei sogni", dove Dolores annota i sogni fatti la notte. Randolph legge il quaderno e scopre di essere sempre protagonista dei sogni di Dolores: lei lo insegue per ucciderlo, lui continua a scappare. I due vanno poi in Florida, perché Dolores veda gli Stati Uniti. Dopo le deludenti visite di New York e Filadelfia, i due si recano a New Orleans. Qui affittano una casa con patio e vivono felici: il "libro dei sogni" sembra essere scomparso. Un giorno Randolph vede Dolores parlare con uomo, con un fare intimo che lo raggela. Ne parla con Dolores e lei gli dice che è un pugile che ha conosciuto in un bar. Lo invita a conoscerlo. Una domenica Randolph fa la conoscenza di Pepe Alvarez, il pugile, e di Ed Sansom, il suo procuratore. Al primo incontro tra i quattro, Randolph, "con un lieve sussulto", comprende di non essere geloso di Dolores, ma di Pepe. Il controverso rapporto tra i quattro si evolve: Randolph fa continuamente regali a Pepe e a Ed (pur avvertendo il loro disprezzo nei suoi confronti), mentre l'eterea Dolores continua a rapportarsi apaticamente a Pepe.
Una sera Pepe si presenta ubriaco a casa di Dolores e Randolph: picchia e insulta Randolph, urina sui suoi quadri e batte Dolores. Randolph esce di casa malconcio e per la strada incontra un "ragazzo nebuloso" che gli tiene la mano per tutta la notte.
Per un Mardi Gras i quattro si travestono. Randolph si veste da contessa e Pepe, che non lo riconosce, lo corteggia. Alla seguente primavera, Dolores, Pepe e Ed scompaiono, due giorni dopo che viene scattata la foto a Pontchartrain poi custodita nella stanza di Randolph: Randolph rimane solo. Dalle scale sente dei passi e, preda di una visione, inizia ad immaginare che la persona che lo sta cercando sia Pepe o Dolores o Ed. Quando la sagoma appare dietro la porta, Randolph spara un colpo della sua pistola e poi altri colpi. È Ed, che stramazza al suolo e precipita giù per le scale. "Poi dal Landing venne Amy", che si prende cura di Ed. Per il suo sogno di infermiera, Amy finisce per sposare Ed. I due sposi e Randolph si ritirano a Skully's Landing. Randolph poi racconta a Joel che, da allora, manda lettere fermo posta a Pepe in ogni località del mondo, nella disperata speranza di ritrovarlo. Pesca le località da un grosso volume che ne contiene un elenco completo.
Jesus Fever si ammala. Joel teme che la sua morte possa significare la partenza di Zoo. Quando Jesus muore, effettivamente Zoo decide di scappare dal Landing, diretta a Washington, dove sogna di vedere la neve. Prima di andar via, carica di un grosso fardello, regala a Joel una spada appartenuta a Jesus.
Idabel rivela a Joel che è scappata di casa anch'essa. I due progettano di andar via, di recarsi innanzitutto a Noon City. Joel vuole avere il suo amuleto da Little Sunshine, così chiede a Idabel se conosce la strada per il Cloud Hotel. Mentre si recano verso la dimora di Little Sunshine, i due attraversano un fiume approfittando di un tronco steso tra riva e riva. Joel, che avanza per primo, a metà strada si ferma. Quando Idabel capisce che davanti a Joel si avanza un serpente, gli prende la spada e colpisce il serpente. Joel si convince di non avere più bisogno dell'amuleto, perché "il suo pericolo era passato".
Giunti a Noon City, Idabel e Joel fanno conoscenza di miss Wisteria, una nana ("midget", nella versione originale) che si esibisce alla festa di paese. Idabel sembra completamente affascinata da miss Wisteria e Joel ne rimane inquietato. I tre decidono di fare un giro sulla giostra volante. Prima vanno Idabel e la nana. Poi sale Joel al posto di Idabel. La nana, durante il nuovo giro di giostra, tenta un approccio con Joel, che non la respinge per paura di offendere qualcuno. Si avvicina la pioggia. Il padrone della giostra vuole staccare il dispositivo, intimorito dalle intemperie che si avvicinano. Un muro d'acqua si abbatte sulla festa prima che miss Wisteria e Joel siano scesi dalla giostra. Joel vede in basso un uomo che guarda in su e crede di riconoscere Randolph. Idabel, nel frattempo, è fuggita via. Riuscito a scendere dalla giostra, Joel scappa dalla nana e si rifugia di portico in portico, cercando disperatamente Idabel. La nana continua a cercarlo nel buio con una lanterna, ma Joel riesce a sfuggirle, finché non sviene.
Joel si risveglia al Landing, nel proprio letto. Randolph ha vegliato a lungo su di lui. Quando prende coscienza, Joel chiede perdono a Randolph per essere scappato. La degenza dura diversi giorni e nel frattempo Zoo è tornata a Landing. Joel le chiede se ha visto la neve. Ma Zoo, in viaggio, ha rimediato solo una brutale aggressione: è stata violata da un gruppo di bruti e uno di loro le ha spento un sigaro sull'ombelico. Il racconto di Zoo disgusta Joel, che preferisce tapparsi le orecchie, incapace però di ripararsi dal sordo scampanio che le immagini evocate dalla ragazza negra provocano in lui.
Randolph chiede a Joel di accompagnarlo al Cloud Hotel, dove vuole incontrare l'eremita Little Sunshine, suo amico. Vi si recano con John Brown, il mulo che ha condotto Joel a Skully's Landing. Durante il tragitto, una formica entra nell'orecchio di Randolph. Little Sunshine accoglie i due visitatori. Legano ad una gamba del mulo una sputacchiera, "per poterlo sentire nel caso si fosse allontanato". L'eremita ha ben sistemato due stanze del Cloud Hotel, quelle di pertinenza della vecchia Jimmy Bob Cloud. Randolph e l'eremita iniziano a bere whisky, mentre Joel inizia a prendere sonno davanti al fuoco. Ma il vecchio mulo si è mosso. L'eremita e Joel vanno a controllare cosa stia accadendo. John Brown si è portato su una balconata, preda di un oscuro terrore. Quando l'eremita lo richiama, il mulo si lancia nel vuoto. Joel chiude gli occhi e aspetta un tonfo che non arriva. Quando riapre gli occhi vede che il mulo è rimasto impiccato alla corda usata come redini.
L'indomani Randolph e Joel lasciano il Cloud Hotel e lo Stagno degli Annegati senza svegliare Little Sunshine. Privi del mulo, avanzano a piedi: Randolph sembra completamente inebetito e Joel pensa che sia colpa della formica che gli è entrata nell'orecchio. Quando giungono al Landing, trovano Amy che incita Zoo a sradicare una campana che un tempo serviva a richiamare gli schiavi. Amy avanza delle proteste a Randolph, ma questi sembra insensibile ad ogni cosa e si reca, come un sonnambulo, verso la propria stanza. Amy racconta a Joel che una signora di New Orleans e una bambina sorda sono passate dal Landing: la signora ha detto ad Amy di un negozio di New Orleans in cui potrebbe cercare di vendere alcuni oggetti della casa. Joel immagina che la signora e la bambina siano la zia Ellen e la cugina Louise, venute a cercarlo al Landing, e che sia stato per evitare l'incontro che Randolph lo ha condotto al Cloud Hotel. Joel chiama Zoo, ma questa si è allontanata. Joel rimane solo: davanti a lui si mostra "la forma della solitudine". A un certo punto, conta mentalmente, quando le nuvole stanno per avanzarsi sul sole. Lancia uno sguardo verso l'alto e, alla finestra di Randolph, scorge una figura, "una splendida farfalla bianca", che gli sorride. Joel capisce di dover andare via. Si ferma solo sul limitare del giardino e guarda indietro, "al ragazzo che si era lasciato alle spalle".

## Analisi
Gerald Clarke osserva che i quattro maggiori temi del romanzo sono "la solitudine che affligge tutti eccetto gli stupidi e gli insensibili, la sacralità dell'amore in tutte le sue forme, la delusione che nasce invariabilmente dalle grandi aspettative e la perversione dell'innocenza".

## Edizione italiana
- Altre voci, altre stanze, trad. di Bruno Tasso, Milano: Garzanti, 1949; n. ed. 1954 ISBN 88-11-66982-0